# Migrena
Migrena je kronična bolest obilježena recidivirajućom srednje do jako izraženom glavoboljom koja je često povezana s nizom simptoma autonomnog živčanog sustava. Ime bolesti potječe iz grčkog jezika ἡμικρανία (hemikrania), a znači "bol u jednoj polovici glave", što dolazi od ἡμι- (hemi-), "pola", i κρανίον (kranion), "lubanja".
Glavobolja je tipično jednostrana (zahvaća jednu polovicu glave) i pulsirajuća, a traje od 2 do 72 sata. Ostali simptomi mogu biti mučnina, povraćanje, fotofobija (osjetljivost na svjetlost), fonofobija (osjetljivost na zvukove), a bol se obično pojačava pri tjelesnoj aktivnosti. Oko trećine bolesnika s migrenskim glavoboljama doživljava simptome aure: prolazne poremećaje vida, osjeta, govora ili motorike koji ukazuju na skoru pojavu glavobolje.
Smatra se da migrene nastaju zbog zajedničkoga djelovanja okolišnih i genskih čimbenika. U oko dvije trećine bolesnika, bolest se pojavljuje unutar obitelji. Ulogu mogu imati i promjene razina hormona: prije puberteta migrena je nešto češća u dječaka nego u djevojčica, no u odraslih žena je dva do tri puta češća nego u muškaraca. Tijekom trudnoće se sklonost migrenama obično smanjuje. Točan način nastanka migrene je nepoznat, međutim ona se smatra neurovaskularnim poremećajem. Prvotna teorija o nastanku je povezana s povećanom podražljivošću moždane kore i poremećenim nadzorom nad neuronima odgovornima za bol u trigeminalnom gangliju u moždanom deblu.
Za početno liječenje glavobolje se preporučuju jednostavni analgetici poput ibuprofena i acetaminofena, za liječenje mučnine antiemetik, te izbjegavanje uzročnih čimbenika. U bolesnika kod kojih jednostavni analgetici nisu učinkoviti mogu se primijeniti specifični lijekovi poput triptana ili ergotamina. Širom svijeta, u nekoj životnoj dobi od migrene pati više od 10% stanovništva.

## Znakovi i simptomi
Migrena se tipično očituje samoograničavajućom, recidivirajućom, jakom glavoboljom povezanom sa simptomima autonomnog živčanog sustava. Oko 15-30% osoba koje učestalo pate od migrene predosjeća napad migrene putem simptoma aure, a oni čije su migrene prethođene aurom, također često imaju i migrene bez aure. Jačina i trajanje glavobolje, kao i njihova učestalost su različiti. Napad migrene koji traje dulje od 72 sata se naziva status migrainosus. Postoje četiri moguće faze migrene, premda ih bolesnik ne mora nužno sve osjećati:
1. Faza prodroma, koja se zbiva nekoliko sati ili dana prije pojave glavobolje,
2. Faza aure, koja neposredno prethodi glavobolji,
3. Faza boli, poznata kao faza glavobolje,
4. Faza postdroma, koja se osjeća nakon završetka napada migrene.

### Faza prodroma
Prodromalna ili najavljujuća faza se pojavljuje u oko 60% osoba s migrenama i to dva sata do dva dana prije početka boli ili aure . Simptomi prodromalne faze su različiti a obuhvaćaju: promjene raspoloženja, razdražljivost, klinički izraženu depresiju ili euforiju, zamor, želju za određenom hranom, ukočenost mišića (osobito vrata), opstipaciju ili proljev, te osjetljivost na mirise ili buku. Opisani simptomi se mogu pojaviti kako prije migrene s aurom, tako i prije migrene bez nje.

### Faza aure
| Vidni fenomen nalik na krivudavi bedem tvrđave                | Negativni skotom, zamućenje vida u dijelu vidnog polja |
| Pozitivni skotom, uočavanje dodatnih elemenata u vidnom polju | Većinom jednostrani gubitak slike u vidnom polju       |

Aura je prolazni, žarišni neurološki ispad do kojeg dolazi prije ili tijekom glavobolje. Pojavljuje se postupno i obično traje manje od 60 minuta. Simptomi mogu biti vidne, osjetne ili motoričke prirode, a mnogi pacijenti osjećaju i više simptoma odjednom. Vidni ispadi su najčešći i pojavljuju se u do 99% slučajeva aure, a kao jedini oblik aure pojavljuju se u više od polovice bolesnika s aurom. Oni se često sastoje od  blještećeg skotoma (područja djelomičnog ispada vidnog polja koje svjetluca.) Skotom tipično započinje u središtu vidnog polja te se širi prema rubovima u krivudavim crtama koje pacijenti opisuju poput bedema ili zidova tvrđave ili dvorca. Crte su obično crno-bijele, no neki bolesnici vide i crte u bojama. Neki bolesnici izgube vid u dijelu vidnog polja, što se naziva hemianopsija, dok se dugima vid zamućuje.
Osjetna aura je druga po učestalosti, i pojavljuje se u 30-40% osoba s aurom. Često se pojavljuje u vidu bockanja u području jedne strane ruke i šake te se širi prema području oko nosa i usta s iste strane tijela. Nakon što osjet bockanja prođe, obično dolazi do obamrlosti uz gubitak propriocepcije (osjeta položaja tijela). Ostali simptomi aure mogu biti: poremećaji govora, vrtoglavica, i rjeđe, motoričke tegobe. Motorički simptomi ukazuju na to da se radi o hemiplegijskoj migreni, a slabost mišića, za razliku od ostalih oblika aure, često traje dulje od jednog sata. Pojava aure bez naknadne glavobolje je rijetkost, a naziva se tiha migrena.

### Faza boli
U klasičnom obliku bolesti glavobolja je jednostrana, pulsirajuća te umjerenog do jakog intenziteta boli.Obično se razvija postupno, a pojačava se pri tjelesnoj aktivnosti. Međutim, u više od 40% slučajeva bol može biti obostrana, često udružena s boli u vratu. Obostrana je bol osobito učestala u bolesnika s migrenom bez aure, dok je rjeđa pojava boli lokalizirane u stražnjem dijelu ili na vrhu glave. U odraslih bolesnika, bol obično traje 4 do 72 sata, međutim u male djece često traje manje od 1 sata. Učestalost napada je različita, od nekoliko tijekom života, do nekoliko tijekom tjedan dana, a u prosjeku iznosi oko jedan u mjesec dana.
Bol je često praćena mučninom, povraćanjem, osjetljivošću na svjetlost, osjetljivošću na zvuk, osmofobijom (osjetljivošću na mirise), zamorom i razdražljivošću. Migrena bazilarne arterije je obilježena neurološkim simptomima povezanima s moždanim deblom ili s neurološkim simptomima s obje strane tijela, a često se javljaju vrtoglavica, omaglica i ošamućenost. Mučnina se javlja u skoro 90% bolesnika, dok jedna trećina bolesnika i povraća.
Zbog tih simptoma, mnogim bolesnicima odgovara tamni i tihi okoliš. Ostali simptomi mogu biti zamućenje vida, osjećaj začepljenosti nosa, proljev, učestalo mokrenje, bljedilo, ili znojenje. Može se pojaviti i oteklina ili bolnost kože glave, kao i kočenje mišića vrata. Opisani simptomi se rjeđe očituju u starijih osoba.

### Faza postdroma
Učinci migrene mogu potrajati nekoliko dana nakon prestanka glavobolje, što se naziva migrenski postdrom. Mnogi bolesnici opisuju osjetljivost u području u kojem su osjećali migrenoznu bol, a neki i poremećeno pamćenje tijekom nekoliko dana nakon glavobolje. Bolesnik se može osjećati umornim ili “mamurnim”, te osjećati bol u glavi, kognitivne tegobe, probavne simptome, promjene raspoloženja i slabost. Neki pacijenti izjavljuju da se "nakon napada osjećaju neobično svježe ili euforično, dok drugi primjećuju depresiju i malaksalost."

## Uzrok
Uzrok migrene je nepoznat, ali se pretpostavlja da je povezan i s okolišnim, i s genskim čimbenicima. Oko dvije trećine slučajeva se pojavljuje u obiteljima, a rijetko je uzrok poremećaj pojedinačnog gena. S migrenom je povezan niz psihičkih poremećaja poput: kliničke depresije, anksioznosti i bipolarnih poremećaja kao i mnoga biološka zbivanja ili okidači.

### Genetski utjecaj
Proučavanja blizanaca ukazuju na 34 do 51% genskog utjecaja na vjerojatnost razvoja migrenskih glavobolja. Ova je genska povezanost jača za migrene s aurom, nego za one bez nje. Niz specifičnih inačica gena povećava vjerojatnost razvoja migrene u maloj do umjerenoj mjeri.
Poremećaji pojedinačnog gena koji dovode do migrena su rijetkost. Jedan od njih je obiteljska hemiplegična migrena, oblik migrene s aurom, koji se nasljeđuje autosomno dominantno. Poremaćaji su povezani s inačicama gena koji kodiraju bjelančevine uključene u transport iona kroz staničnu membranu. Drugi genski poremećaj koji uzrokuje migrenu je CADASIL sindrom ili cerebralna autosomno dominantna arteriopatija sa subkortikalnim infarktima i leukoencefalopatijom.

### Okidači
Razvoj migrene mogu potaknuti vanjski događaji u okolišu tzv. "okidači", čiji se utjecaj ponekad opisuje u manjem broju slučajeva a ponekad u većini slučajeva. Mnogi su čimbenici navođeni kao okidači, no njihova izraženost i povezanost nije u potpunosti dokazana. Okidač se može pojaviti do 24 sata prije početka simptoma.

#### Fiziološki utjecaji
Kao okidači često se navode stres, glad i umor (oni jednako doprinose i razvoju tenzijske glavobolje). Vjerojatnost pojave migrene je povećana u doba oko menstruacije. Ulogu okidača mogu također imati i drugi hormonski utjecaji, poput menarhe, uzimanja oralnih kontraceptiva, trudnoće, perimenopauze i menopauze. Čini se kako je utjecaj ovih hormonskih čimbenika veći u migreni bez aure. Migrene se u tipičnim slučajevima ne pojavljuju tijekom drugog tromjesečja i trećeg tromjesečja trudnoće ili nakon menopauze.

#### Prehrambeni utjecaji
Proučavanja prehrambenih okidača pokazala su kako se dokazi uglavnom zasnivaju na subjektivnim procjenama, te da nisu dovoljno jasno definirani u smislu potvrđivanja ili isključivanja pojedinih čimbenika. S obzirom na specifične čimbenike, čini se kako nema dokaza o utjecaju tiramina na migrenu, a premda se mononatrijev glutaminat često navodi kao prehrambeni okidač za to ne postoje nedvojbeni dokazi.

#### Okolišni utjecaji
Sveukupni dokazi o utjecaju mogućih okidača iz zatvorenog i otvorenog okoliša nisu uvjerljivi, no ipak ukazuju na to kako bi bolesnici s migrenom trebali poduzeti neke preventivne mjere povezane s kvalitetom zraka i osvjetljenja u zatvorenom okolišu. Premda se u prošlosti smatralo kako je migrena povezana s većom inteligencijom bolesnika, dokazano je kako to nije istina.

## Patofiziologija
Smatra se kako je migrena neurovaskularni poremećaj uz dokaze koji podupiru njezin početak u mozgu te širenje na krvne žile. Neki istraživači misle da veću ulogu imaju neuronski utjecaji, dok su drugi mišljenja da ključnu ulogu igraju krvožilni fenomeni. Drugi pak smatraju da su oba zbivanja podjednake važnosti. Smatra se da su u nastanak migrene uključene i vioke razine neurotransmitera serotonina, poznatog i pod nazivom 5-hidroksitriptamin.

### Aura
Kortikalno šireća depresija ili šireća depresija Aristidesa Leãoa predstavlja izbijanje neuronske aktivnosti nakon kojega slijedi razdoblje mirovanja, a koje se viđa u osoba s migrenom s aurom. Za njezin nastanak postoji niz objašnjenja, uključujući i aktivaciju NMDA receptora koji dovodi do ulaska kalcija u stanicu. Nakon izbijanja aktivnosti dolazi do smanjenja dotoka krvi u moždanu koru zahvaćenog područja, koji traje dva do šest sati. Smatra se kako širenje depolarizacije prema niže položenim dijelovima mozga dovodi do podražaja osjetnih živaca za bol u području glave i vrata.

### Bol
Točan način nastanka glavobolje u migreni je nepoznat. Neki dokazi ukazuju na prvotnu ulogu nekih dijelova središnjeg živčanog sustava (poput moždanog debla i diencefalona), dok drugi podupiru ulogu periferne aktivacije (poput one putovima osjetnih živaca koji okružuju krvne žile glave i vrata). Žile koje su vjerojatno uključene u ovaj proces su: žile duralne arterije (dura mater), pije mater i izvalubanjske arterije, poput onih u koži glave. Osobito značajnom se smatra uloga vazodilatacije izvalubanjskih arterija.

## Dijagnoza
Dijagnoza migrene se postavlja na osnovi znakova i simptoma. Kako bi se isključili drugi uzroci glavobolje ponekad se izvode slikovne pretrage. Smatra se kako u velikog broja osoba s migrenom dijagnoza nije postavljena.
Dijagnoza migrene bez aure, prema International Headache Society, može se postaviti prema sljedećim kriterijima, tzv. "5, 4, 3, 2, 1 kriterijima":
- Pet ili više napada — za migrenu s aurom, za postavljanje dijagnoze dovoljna su dva.
- Trajanje glavobolje od četiri sata do tri dana
- Dva ili više od sljedećeg:
  - Jednostranost (zahvaćanje polovice glave);
  - Pulsiranje;
  - "Umjerena do jaka bol";
  - "Pojačanje boli uobičajenim tjelesnim aktivnostima, ili njihovo izbjegavanje zbog boli"
- Jedno od sljedećeg:
  - Mučnina i/ili povraćanje;
  - Osjetljivost na svjetlost (fotofobija) i zvuk (fonofobija).

Vjerojatnost dijagnoze povećava se s postojanjem fotofobije, mučnine ili nesposobnosti za rad/učenje tijekom jednog dana. Vjerojatnost da se radi o migreni u bolesnika koji osjećaju četiri od pet simptoma, a to su: pulsirajuća glavobolja, trajanje 4-72 sata, bol u jednoj strani glave, mučnina ili ometanje životnih aktivnosti, iznosi 92%. U osoba s manje od tri navedena simptoma, vjerojatnost da se radi o migreni iznosi 17%.

### Klasifikacija
Migrene su po prvi puta sveobuhvatno klasificirane 1988., a najnovija nadopuna International Headache Societyja potječe iz 2004. Prema toj klasifikaciji migrena se, uz tenzijsku glavobolju i cluster glavobolju klasificira kao primarna glavobolja.
Migrene se dijele u sedam podskupina (od kojih se neke dijele još više):
- Migrena bez aure ili "obična migrena", obuhvaća migrenske glavobolje koje nisu praćene aurom.
- Migrena s aurom ili "klasična migrena", obično obuhvaća migrenske glavobolje praćene aurom. Rjeđa je pojava aure bez glavobolje ili s glavoboljom koja nije migrenskog tipa. Druge dvije inačice su obiteljska hemiplegična migrena i sporadična hemiplegična migrena, kod kojih bolesnik ima migrene s aurom i pratećom motoričkom slabošću. Ako je bliski rođak bolovao od iste bolesti, ona se naziva "obiteljskom", u ostalim slučajevima se naziva "sporadičnom". Još jedna inačica je migrena bazilarnog oblika, kod koje su glavobolja i aura praćene disartrijom (poteškoćama u govoru), vrtoglavicom, tinitusom, ili nizom drugih simptoma povezanih s moždanim deblom, ali ne i motoričkom slabošću. Smatralo se kako se ovaj oblik glavobolje uzrokovam spazmom bazilarne arterije, koja opskrbljuje moždano deblo.[25]
- Periodični simptomi koji u djetinjstvu često prethode migreni su sindrom cikličkog povraćanja (povremeni napadi jakog povraćanja), abdominalna migrena (abdominalna bol, obično praćena mučninom) i benigna paroksizmalna vrtoglavica dječje dobi (povremeni napadi vrtoglavice).
- Retinalna migrena je ona kod koje su migrenske glavobolje praćene poremećajima vida ili čak privremenom sljepoćom na jedno oko.
- Komplicirana migrena je ona kod koje su migrenske glavobolje i/ili aure dugotrajne ili neuobičajeno učestale ili povezane s konvulzijama ili oštećenjem mozga.
- Vjerojatna migrena je stanje s nekim osobinama migrene, no kod kojeg ne postoji dovoljno dokaza da bi se dijganoza migrene mogla sa sigurnošću postaviti (u okolnostima istovremene pretjerane primjene lijekova).
- Kronična migrena je komplikacija migrene, a radi se o glavobolji koja ispunjava kriterije “migrenske glavobolje” a traje kroz dulje vremensko razdoblje, točnije 15 dana/mjesec ili dulje tijekom dulje od 3 mjeseca.[58]

### Abdominalna migrena
Dijagnoza abdominalne migrene je sporna. Neki dokazi ukazuju da recidivirajući napadi abdominalne boli, a bez pojave glavobolje, mogu biti migrenoznog tipa ili se može raditi o prethodnici migrene. Ovim napadima boli mogu ili ne moraju prethoditi prodromi nalik na prodrome migrene, a tipično trajanje im se mjeri u minutama ili satima. Često se pojavljuju u osoba koje navode da imaju tipične migrene osobno, ili u obitelji. Ostali simptomi koje se smatra prethodnicima abdominalne migrene smatraju se: sindrom cikličkog povraćanja i benigna paroksizmalna vrtoglavica dječje dobi.

### Diferencijalna dijagnoza
Ostali zdravstveni poremećaji koji mogu uzrokovati simptome slične migrenskoj glavobolji su: temporalni arteritis, cluster glavobolja, akutni glaukom, meningitis i subarahnoidalno krvarenje. Temporalni se arteritis tipično javlja u osoba iznad 50 godina života i očituje se s boli u području iznad sljepoočice, cluster glavobolje se očituju začepljenošću jedne nosnice, suzenjem i jakom boli u području očne duplje, akutni glaukom je povezan s vidnim tegobama, meningitis s vrućicom, a subarahnoidalno krvarenje vrlo naglim razvojem boli. tenzijske glavobolje se tipično pojavljuju obostrano, bez osjećaja pulsacije i slabijeg su intenziteta.

## Prevencija
Preventivne mjere za liječenje migrene obuhvaćaju: lijekove, prehrambene dodatke, promjene u načinu života i kirurške postupke. Preventivne mjere se preporučuju u bolesnika koji imaju glavobolje tijekom više od dva dana tjedno, koje ne podnose lijekove kojima se liječe akutni napadi, ili u onih s jakim napadima koje je teško nadzirati.
Cilj je smanjiti učestalost, bolnost i/ili trajanje migrene, te povećanje učinkovitosti do tada neuspješnog liječenja. Drugi razlog za prevenciju je izbjegavanje glavobolje zbog pretjeranog uzimanja lijekova. Ova je tegoba česta i može dovesti do kronične svakodnevne glavobolje.

### Lijekovi
Lijekovi za prevenciju migrene se smatraju učinkovitima ako smanjuju učestalost ili izraženost napada migrene za barem 50%. Prema prilično čvrstim smjernicama, lijekovi s najvećom učinkovitosti su topiramat, divalproex/natrijev valproat, propranolol i metoprolol, koji se primjenjuju kao prva linija liječenja. Preporuke glede učinkovitosti gabapentina su različite. Za prevenciju migrene i smanjenje učestalosti i izraženosti napada učinkovit je i timolol, dok je frovatriptan učinkovit za prevenciju menstrualne migrene. Amitriptilin i venlafaxin su pokazali određenu učinkovitost. Utvrđeno je i kako je botox učinkovit u bolesnika s kroničnim, ali ne i u bolesnika s povremenim migrenama.

### Alternativni načini liječenja
Pri liječenju migrene akupunktura se pokazala učinkovitom. Međutim, "prava" akupunktura nije ništa učinkovitija od prividne, no i “prava” i prividna akupunktura se čine učinkovitijima od uobičajenih postupaka, s manje neželjenih učinaka od profilaktičke primjene lijekova. U prevenciji migrenskih glavobolja jednako učinkoviti poput primjene propranolola ili topiramata mogu biti i kiropraktički postupci, fizioterapija, masaža i opuštanje, međutim u istraživanju njihovog učinka postoje problemi u metodologiji. Postoje i neki pokusni dokazi o povoljnom djelovanju magnezija, koenzima Q10, riboflavina, vitamina B12, i povratića (Tanacetum parthenium), premda su za potvrdu ovih preliminarnih rezultata potrebna bolje osmišljena istraživanja. Od alternativnih metoda liječenja, najbolji su postojeći dokazi o učinkovitosti repuha (Petasites hybridus).

### Sredstva i kirurško liječenje
Metode poput biofeedbacka i neurostimulacije, imaju neke prednosti u prevenciji migrene, uglavnom u slučajevima u kojima su uobičajeni lijekovi protiv migrene kontraindicirani, ili u slučajevima pretjeranog uzimanja lijekova. Biofeedback pomaže bolesnicima da osvijeste neke fiziološke parametre kako bi ih mogli kontrolirati i pokušati se opustiti, te može biti učinkovit u liječenju migrene. Neurostimulacija je metoda korištenja ugradbenih neurostimulatora sličnih pacemakerima za liječenje tvrdokornih migrena, koja u teškim slučajevima pokazuje ohrabrujuće rezultate. U bolesnika čije se stanje ne popravlja nakon liječenja lijekovima, postoji mogućnost kirurškog zahvata, u koje spada dekompresija određenih živaca u području glave i vrata.

## Postupci
Tri su glavna pristupa liječenju: izbjegavanje okolišnih okidača, akutno simptomatsko liječenje i farmakološka prevencija. Lijekovi su učinkovitiji ako se primjene što ranije tijekom napada. Učestala primjena lijekova može dovesti do glavobolje zbog pretjeranog uzimanja lijekova, kod koje glavobolje postaju sve učestalije i sve izraženije. Do toga može doći kod primjene triptana, ergotamina i analgetika, osobito narkotičnih analgetika.

### Analgetici
Za početno liječenje u slučajevima blagih do umjereno izraženih simptoma preporučuju se jednostavni analgetici poput nesteroidnih protuupalnih lijekova (NSAID) ili kombinacija acetaminofena, acetilsalicilne kiseline i kofeina. U prilog primjene NSAID-a postoji niz dokaza. U oko polovice bolesnika učinkovitim se za smanjenje boli pokazao ibuprofen, kao i diklofenak.
Aspirin može ublažiti umjerenu do jaku bol kod migrene, s učinkovitošću sličnom sumatriptanu. Intravenski se može primijeniti ketorolak. Još jedan učinkoviti lijek je paracetamol (poznat i pod imenom acetaminofen), sam ili u kombinaciji s metoklopramidom, uz malu opasnost od neželjnih učinaka. Za primjenu u trudnoći, acetaminofen i metoklopramid se smatraju jednako sigurnima kao i NSAID-i, sve do trećeg tromjesečja.

### Triptani
Triptani poput sumatriptana učinkovito djeluju na bol i mučninu u do 75% bolesnika. Njihova se primjena preporučuje za početno liječenje u bolesnika s umjerenom do jakom boli ili u onih sa slabijim simptomima, a koji ne odgovaraju na jednostavne analgetike. Za primjenu postoje različiti oblici, od tableta, injekcija, nosnog raspršivača i topivih pastila. Čini se kako su svi triptani podjednako učinkoviti, uz slične neželjene učinke. U pojedinih bolesnika međutim, pojedini triptani imaju bolji učinak. Većina neželjenih učinaka je blaga, poput crvenjenja lica, međutim u rijetkim slučajevima došlo je i do ishemije miokarda. Zbog toga se njihova primjena ne preporučuje u bolesnika s kardiovaskularnom bolešću. Premda se odavno ne preporučuje njihova primjena u bolesnika s bazilarnom migrenom, za ovu predostrožnost u toj skupini nema specifičnih dokaza o štetnosti. Triptani ne uzrokuju ovisnost, ali ako se primjenjuju dulje od 10 dana mjesečno, mogu uzrokovati simptome glavobolje zbog pretjerane primjene.

### Ergotamini
Ergotamin i dihidroergotamin su lijekovi starije generacije koji se još uvijek propisuju za liječenje migrene, potonji u obliku nosnog raspršivača i injekcija. Čini se kako su jednako učinkoviti kao i triptani, jeftiniji su, a neželjeni učinci koje uzrokuju su bezazleni. Čini se kako su u najtežim slučajevima, poput status migrenosusa, najučinkovitiji oblik liječenja.

### Ostalo
Druge mogućnosti liječenja su intravenska primjena metoklopramida ili intranazalna primjena lidokaina. Metoklopramid se preporučuje za primjenu na odjelima hitne pomoći. Samo jedna doza intravenski primijenjenog deksametazona, uz uobičajeno liječenje napada migrene, povezana je s 26%-tnim smanjenjem recidiva u narednih 72 sata. Dokazi ne podupiru učinkovitost manipulacije kralješnicom u liječenju napada migrene koja već traje. Primjena opioida ili barbiturata se ne preporučuje.

## Prognoza
Dugoročna je prognoza u bolesnika s migrenom različita. Većina bolesnika zbog bolesti ima razdoblja smanjene kvalitetete života i radne učinkovitosti, ali u većini slučajeva bolest je prilično bezazlena, te nije povezana s povećanom opasnošću od smrtnog ishoda. Postoje četiri glavna obrasca razvoja bolesti: simptomi se mogu u potpunosti povući, simptomi mogu trajati ali se s vremenom učestalost smanjuje, simptomi mogu trajati s istom učestalošću i izraženošću, ili napadi mogu postati sve učestaliji i izraženiji.
Čini se kako migrene s aurom predstavljaju čimbenik rizika za razvoj ishemijskog moždanog udara podvostučujući njegovu vjerojatnost. Ova je opasnost dodatno povećana u mladih odraslih osoba, žena, uz primjenu hormonske kontracepcije i uz pušenje. Također se čini kako postoji povezanost s disekcijom vratnih arterija. Prema dostupnim podacima doima se da migrene bez aure ne predstavljaju čimbenik rizika. Uz postojanje samo jednog istraživanja, koje podupire povezanost sa srčanim tegobama, ipak se o ovoj vezi ne mogu izvoditi zaključci. Preventivno liječenje bolesnika s migrenom s aurom može spriječiti s njome povezani moždani udar.

## Epidemiologija
Širom svijeta, od migrena boluje više od 10% stanovništva. U Sjedinjenim Američkim Državama, svake godine od migrene obolijeva oko 6% muškaraca i 18% žena, uz opasnost od razvoja migrene tijekom života od oko 18%, odnosno 43%. U Europi, u neko doba života od migrene boluje 12–28% stanovnika, od čega oko 6–15% odraslih muškaraca i 14–35% odraslih žena ima najmanje jedan napad godišnje. Učestalost migrena je nešto manja u Aziji i Africi, nego u zapadnim zemljama. Kroničnu migrenu ima oko 1.4 do 2.2% stanovništva.
Ovi grafikoni prilično ovise o dobi: migrena najčešće započinje u dobi između 15 i 24 godine, a najučestalija je u osoba životne dobi od 35 do 45 godina. Od djece, oko 1.7% u dobi od 7 godina i 3.9% u dobi između 7 i 15 godina boluje od migrene, a bolest je prije puberteta nešto učestalija u dječaka. Tijekom adolescencije, migrena postaje učestalija u žena, te ostaje takvom do kraja života, uz dvostruko više oboljelih starijih žena nego muškaraca. U žena je migrena bez aure učestalija od migrene s aurom, no u muškaraca se oba oblika pojavljuju s jednakom učestalošću.
Tijekom  perimenopauze se simptomi često pojačavaju, da bi kasnije oslabili. U oko dvije trećine starijih bolesnika simptomi se smiruju, ali se u 3-10% bolesnika ne povlače.

## Povijest
Rani opis koji se podudara s migrenom nalazi se u dokumentu Ebers papyrus, napisanome oko 1200. pr. Kr. u starom Egiptu. U rukopisima Hipokratove medicinske škole iz 200. pr. Kr. opisana je vidna aura koja može prethoditi glavobolji i djelomično olakšanje do kojeg dolazi nakom povraćanja. 
 Opis Aretaeusa iz Kapadocije iz drugog stoljeća dijeli glavobolje na tri vrste: cefalalgiju, cefaleu i heterokraniju. Galen iz Pergamona rabio je izraz hemikranija (polovica glave), iz kojeg je u konačnici izveden naziv migrena. On je također pretpostavio da bol nastaje iz moždanih ovojnica i krvnih žila glave.
Godine 1887., francuski enciklopedist Louis Hyacinthe Thomas, podijelio je migrenu na dva oblika, kako se i danas dijeli - na migrenu s aurom (migraine ophthalmique) i na migrenu bez aure (migraine vulgaire).
Trepanacija je operacija otvaranja kostiju lubanje bušenjem otvora, a izvodila se kao terapija protiv migrene još 7000 godina pr. Kr.Premda su bolesnici ponekad preživjeli zahvat, mnogi su umrli zbog posljedične infekcije. Pretpostavljalo se da se trepanacijom iz glave oslobađaju zli duhovi. U 17. stoljeću William Harvey je preporučivao trepanaciju kao način liječenja migrene.
Premda su iskušani mnogi načini liječenja migrene, tek je 1868. započela primjena tvari koja se u konačnici pokazala učinkovitom. Radilo se o gljivici ergotu (Claviceps purpurea) iz koje je 1918. izoliran ergotamin. Godine 1959. razvijen je metisergid, a 1988. i prvi triptan, sumatriptan. Tijekom 20. stoljeća bolje osmišljenim istraživanjima pronađeni su i potvrđeni učinkovitiji preventivni postupci.

## Društvo i kultura
Migrena predstavlja značajan izvor troškova liječenja i gubitka učinkovitosti. Procjenjuje se kako je to najskuplja neurološka bolest u Europskoj uniji, na koju se troši više od 27 milijardi € godišnje. U SAD-u se neposredni troškovi procjenjuju na 17 milijardi $. Skoro desetina ovog iznosa otpada na cijenu triptana. Posredni troškovi iznose oko 15 milijardi $, od čega najviše otpada na izostanke s radnog mjesta. U bolesnika koji rade s migrenom, učinkovitost je smanjena za oko jednu trećinu. Negativni se učinci često odražavaju i na bolesnikovu obitelj.

## Istraživanja
Postoje dokazi da peptidi povezani s kalcitoninskim genom (CGRPs) igraju značajnu ulogu u patogenezi boli povezane s migrenom. U svrhu liječenja migrene vršena su in vitro i klinička istraživanja s antagonistima receptora za CGRP, kao što je olcegepant i telcagepant. Godine 2011. Merck je zaustavio treću fazu kliničkog istraživanja svojeg ispitivanog lijeka telgacepanta. Tretman metodom transkranijalne magnetske stimulacije pokazuje obećavajuće rezultate.

## Vanjske poveznice
- Portal za pacijente  Arhivirana inačica izvorne stranice od 27. veljače 2009. (Wayback Machine)

|  | Molimo pročitajte upozorenje o korištenju medicinskih informacija. Ne provodite liječenje bez savjetovanja s liječnikom! |